# مزنة الأطرش
مُزنة الأطرش مذيعة سورية وخريجة المعهد العالي للفنون المسرحية بدمشق، ابنة الكاتب والممثل ممدوح الأطرش.

## سيرة شخصية
ولدت مزنة في مدينة السويداء (جنوب) سوريا، وهي ابنة للكاتب والممثل ممدوح الأطرش، ووالدتها منى العبد الله الموظفة في مؤسسة الطيران العربية السورية، وشقيقتها الممثلة مروة الأطرش، وابنة عمها الممثلة ليليا الأطرش، وهي حفيدة للفنانين فريد الأطرش وأسمهان. تزوجت في عام 2017 وانفصلت بعد بضعة أشهر.

## السيرة المهنية
بدأت مهنتها كمراسلة لجريد الراية (2008)، ثم موقع عكس السير (2009)، وكان أول ظهور لها كمذيعة على قناة المرأة العربية (2010) وقناة أوربت (2010)، لتلتحق في عام 2012 بكلية الإعلام جامعة دمشق. ثم انتقلت للعمل في قناة آسيا (2013)، وانضمت إلى المعهد العالي للفنون المسرحية بدمشق في 2016 لدراسة الإخراج والنقد المسرحي. والآن تعمل كمذيعة في التلفزيون السوري
1. إعلامية ومخرجة سورية. .
2. مؤسسة مجموعة ناينث آرت وتديرها .
3. مديرة مؤسسة ميثا للإنتاج الفني .
4. . شريك مؤوسس شركة طوروس للعقارات .
5. . رئيسة منظمة المزن تنمية - توعية - عطاء .

### البرامج التلفزيونية التي قدمتها
- برنامج نجوم العرب على قنوات روتانا خليجية ومسايا ومزيكا، كانت ضمن لجنة التحكيم إلى جانب المذيع الأردني محمد عمر.[1]

- برنامج (صباح الورد) وهو برنامج يومي تبثه الفضائية السورية، تعمل به: كمعدة تقارير وتحرير
- برنامج (لعب وجد) وهو برنامج أطفال، دوري اسبوعي تبثه القناة الثانية في التلفزيون العربي السوري على مدار السنة، ويومي خلال شهر رمضان المبارك، تعمل به: كمشاركة إعداد، واعداد وتقديم فقرة الريبورتاج الميداني مع الأطفال
- برنامج (مصارحات) وهو برنامج اسبوعي دوري تبثه القناة الثانية في التلفزيون العربي السوري يتناول قضابا المجتمع ويعالجها تعمل به كمحرره وريبورتاج ميداني في الشارع وبين الناس.
- برنامج (منبر المشاهدين) وهو برنامج أسبوعي دوري أيضا يعالج قضايا المجتمع ويضع لها الحلول، تعمل به كمحرره وريبورتاج
- برنامج (أوراق ثقافية) وهو برنامج اسبوعي دوري، ثقافي شامل، تعمل به كمحرره وريبورتاج.
- برنامج (قضايا فن) أيضا أسبوعي دوري، ثقافي شامل، عملت به كمحررة وريبورتاج.
- برنامج (ركن ثقافي) برنامج أسبوعي تبثه الفضائية السورية دوري ثقافي، عملت به كمشاركة إعداد وريبورتاج
- برنامج (دمشق الياسمين) للفضائية السورية يعنى بنشاطات دمشق عاصمة الثقافة العربية عملت به كمقدمة وريبورتاج.
- برنامج (بلا رتوش) وهو للفضائية السورية يتناول قضايا المجتمع تعمل به كمعدة ريبورتاج
- برنامج (دائرة الحدث) يومي، سياسي، للفضائية السورية تعمل به كمعدة ريبورتاج
- برنامج (خبايا صور) برنامج للقناة الثانية يتناول مواضيع نقدية تخصصية تعمل به كمقدمة وريبورتاج.[2][3][4]

### أعمال أخرى
- فيلم وثائقي طويل بعنوان (سوريا عاصمة الروح) إعداد أحمد عربي كاتبي – ومن إخراجها والعديد أيضا من الافلام الوثائقية.
- فيلم قصير بعنوان (سوء فهم)، من تأليفها وإخراجها، تمثيل كفاح الخوص ومروة الأطرش.[5]